# 맥시 프리스트
맥스 앨프리드 엘리엇(영어: Max Alfred Elliott, 1961년 6월 10일 ~ )는 맥시 프리스트(영어: Maxi Priest)라는 무대 이름으로 잘 알려진 영국의 자메이카계 레게 가수이다. 그는 레게 퓨전으로 알려진 R&B의 영향을 받은 레게 음악을 부르는 것으로 가장 잘 알려져 있다. 그는 이 장르에서 성공한 최초의 국제적인 아티스트 중 한 명이자  역대 가장 성공적인 레게 퓨전 가수 중 한 명이다.